# Seo Ji-hee
Seo Ji-hee (4 de abril de 1998) es una actriz surcoreana.

## Filmografía

### Serie de televisión
| Año  | Título                             | Rol                              | Red  |
| ---- | ---------------------------------- | -------------------------------- | ---- |
| 2001 | Stepmother                         | Sang-mi (Joven)                  | KBS1 |
| 2004 | People of the Water Flower Village | MBC                              |      |
| 2004 | My 19 Year Old Sister-in-Law       | Choi Soo-ji (Joven)              | SBS  |
| 2004 | Love Story in Harvard              | Chun Da-woon                     | SBS  |
| 2005 | Green Rose                         | Oh Soo-ah (Joven)                | SBS  |
| 2005 | Smile of Spring Day                | Kim Ah-young                     | MBC  |
| 2005 | My Lovely Sam Soon                 | Hyun Mi-joo                      | MBC  |
| 2005 | Nonstop 5                          | niña en el parque (episodio 194) | MBC  |
| 2006 | One Fine Day                       | Seo Ha-neul (Joven)              | MBC  |
| 2007 | Blue Fish                          | Jung Eun-soo (Joven)             | SBS  |
| 2007 | Fly High                           | Kang Soo-na                      | SBS  |
| 2007 | First Wives' Club                  | Young-yi                         | SBS  |
| 2009 | Everybody Cha-cha-cha              | Kang Na-jung                     | KBS1 |
| 2010 | Three Sisters                      | Choi Bo-ram                      | SBS  |
| 2011 | Flames of Desire                   | Yoon Jung-sook (Joven)           | MBC  |
| 2011 | Warrior Baek Dong-soo              | Jang Mi-so Joven                 | SBS  |
| 2012 | Moon Embracing the Sun             | Seol Joven                       | MBC  |
| 2012 | Ugly Cake                          | Han So-jung (Joven)              | MBC  |
| 2012 | Cheer Up, Mr. Kim!                 | Kim Hee-rae                      | KBS1 |
| 2015 | Angry Mom                          | Hwang Min-ju                     | MBC  |
| 2015 | The Merchant: Gaekju 2015          | Chun So-rye (Joven)              | KBS2 |
| 2015 | I Have a Lover                     | Baek-ji                          | SBS  |

### Cine
| Año  | Título                      | Rol               |
| ---- | --------------------------- | ----------------- |
| 2005 | Sympathy for Lady Vengeance | Eun-joo           |
| 2007 | Miracle on 1st Street       | Myung-ran (Joven) |
| 2014 | The Con Artists             | Eun-ha-young      |

## Premios y nominaciones
| Año  | Premio           | Categoría          | Nominación             | Resultado |
| ---- | ---------------- | ------------------ | ---------------------- | --------- |
| 2012 | KBS Drama Awards | Mejor Actriz Joven | Anímate, El Señor Kim! | Nominada  |